# Dirk Richter
Dirk Richter (n. 12 septembrie 1964, Cottbus, RDG) este un înotător german, medaliat olimpic. A participat la 2 ediții ale Jocurilor Olimpice (1988, 1992) în care a câștigat două medalii de bronz.